# John Preston (scrittore 1953)
John Preston (1953) è uno scrittore e giornalista britannico.

## Biografia
Nato nel 1953, ha lavorato per l'Evening Standard e il Sunday Telegraph.
Autore di 4 romanzi e 3 opere di saggistica, tra le sue opere si ricordano Uno scandalo molto inglese, trasposto in miniserie televisiva e La nave sepolta, sulla scoperta archeologica nel Sutton Hoo che ha fornito il soggetto per il film La nave sepolta del 2021.
Il suo ultimo libro, Fall, uscito nel 2020 e incentrato sulla vita dell'imprenditore Robert Maxwell, ha ottenuto il premio Costa per la migliore biografia.

## Opere

### Romanzi
- Ghosting (1996)
- Ink (1999)
- Kings of the Roundhouse (2006)
- La nave sepolta (The Dig, 2007), Milano, Salani, 2021 traduzione di Elena Cantoni ISBN 978-88-310-0959-1.

### Saggi
- Touching the Moon (1991)
- Uno scandalo molto inglese (A Very English Scandal: Sex, Lies and a Murder Plot at the Heart of the Establishment, 2016), Torino, Codice, 2017 traduzione di Elisa Dalgo e Flavio Iannelli ISBN 978-88-7578-697-7.
- Fall: The Mystery of Robert Maxwell (2020)

## Adattamenti televisivi
- A Very English Scandal miniserie TV, regia di Stephen Frears (2018)

## Adattamenti cinematografici
- La nave sepolta (The Dig), regia di Simon Stone (2021)